# Publieksprijs
Een publieksprijs is een prijs waarbij het publiek bepaalt welk van de genomineerden de prijs ontvangt. Soms wordt er een speciale live televisie-uitzending gemaakt, bijvoorbeeld bij de Gouden Loeki. Tijdens deze uitzending kunnen de kijkers dan telefonisch stemmen (televoting). De genomineerde die aan het eind van de uitzending de meeste stemmen heeft, wint dan de prijs.
Een ander voorbeeld is de Toneel Publieksprijs.